# Glenn McMillan
Glenn Aguiar McMillan (São João da Boa Vista, São Paulo, 5 de octubre de 1984) es un actor brasileño-australiano, conocido por haber interpretado a Dustin Brooks en Power Rangers Ninja Storm.

## Biografía
Glenn es hijo de padre australiano y madre brasileña, tiene dos hermanas mayores Gabriela y Christiane.
Asistió a Linden Park School y la Escuela de Pembroke en Adelaida, Australia y estudió Derecho. Sabe tocar el saxofón y el bajo.

## Carrera
En 1999 se unió al elenco de la serie Chuck Finn donde interpretó a Theodore "Tiny" Maloney hasta el final de la serie ese mismo año.
En el 2003 se unió al elenco principal de la serie juvenil Power Rangers Ninja Storm donde interpretó a Dustin Brooks, el power ranger amarillo.
En el 2004 apareció como invitado en la serie canadiense Strange Days at Blake Holsey High donde interpretó a un joven que estaba en el cine. Ese mismo año apareció como invitado en la serie Power Rangers Dino Thunder donde volvió a interpretar a Dustin Brooks, el ranger amarillo.
En el 2013 Glenn se unió al elenco de la serie Wonderland donde interpretó a Carlos Dos Santos, hasta el final de la serie en el 2015.
En septiembre del 2016 se presentó, en el programa brasileño The Noite, de la cadena SBT, conducido por Danilo Gentili.

## Filmografía

### Series de televisión
| Año         | Título                            | Personaje               | Notas             |
| ----------- | --------------------------------- | ----------------------- | ----------------- |
| 2013 - 2015 | Wonderland                        | Carlos Dos Santos       | 44 episodios      |
| 2012        | Mrs Biggs                         | Adaulto                 | episodio # 1.5    |
| 2004        | Power Rangers Dino Thunder        | Dustin Brooks           | 2 episodios       |
| 2004        | Strange Days at Blake Holsey High | Joven en el Cine        | episodio "Allure" |
| 2003        | Power Rangers Ninja Storm         | Dustin Brooks           | Coprotagonista    |
| 1999        | Chuck Finn                        | Theodore "Tiny" Maloney | 13 episodios      |

### Películas
| Año  | Título                         | Personaje           | Notas                                                                               |
| ---- | ------------------------------ | ------------------- | ----------------------------------------------------------------------------------- |
| 2011 | Swerve                         | Joven en el Saxofón | junto a Roy Billing, Andy Anderson, Chris Haywood y Robert Mammone                  |
| 2004 | Zenon: Z3                      | Bronley Hale        | junto a Kirsten Storms, Stuart Pankin, Holly Fulger, Nathan Anderson y Raven-Symoné |
| 1999 | Sally Marshall Is Not an Alien | Ben Handleman       | junto a Natalie Vansier, Melissa Jaffer, Peter O'Brien y hett Giles                 |

### Videojuegos
| Año  | Título                    | Personaje     | Notas                           |
| ---- | ------------------------- | ------------- | ------------------------------- |
| 2003 | Power Rangers Ninja Storm | Dustin Brooks | prestó su voz para el personaje |